# Półwysep Adare’a
Półwysep Adare’a (ang. Adare Peninsula)  – półwysep na Antarktydzie, będący wysuniętą najdalej na północny wschód częścią Ziemi Wiktorii.
Półwysep ten jest pochodzenia wulkanicznego, tworzy podłużny, wysoki grzbiet rozciągający się na długości ponad 60 km od Przylądka Rogeta do Przylądka Adare’a. Nazwa półwyspu pochodzi od tego właśnie przylądka.